# Gurgueia
O Estado do Gurgueia (AO 1990: Gurgueia), com 87 municípios, é uma proposta de criação de uma nova unidade federativa no Brasil. Se for criado esse novo Estado-membro na República Federativa do Brasil, ele será fruto do desmembramento da região Sul do Estado do Piauí do restante desse Estado, tendo sido a pretendida unidade federativa batizada com o nome do rio homônimo. O novo Estado, uma vez aprovada a sua criação, terá uma área de 155 568 km², ou seja, 61,85% da área total do atual Estado do Piauí. Em seu território, morariam cerca de 691.094 habitantes, em torno de 21,46% da população do atual estado. A capital do novo estado seria a cidade de Canto do Buriti. Também já contaria com uma universidade federal, a Universidade Federal do Vale do Gurgueia (UFVG), com Nova sede na cidade de  São Raimundo Nonato, já em processo de aprovação no Congresso, como desmembramento da Universidade Federal do Piauí. A região é considerada fértil para a agricultura. Dividido em dois, o Piauí ainda seria maior que sete estados e o Gurgueia, o menor de todos. Em dados de 2005, o Gurgueia seria o estado mais pobre do país, com renda per capita de R$ 1391,00.

## Tramitação e arquivamento
O plebiscito para a criação do estado foi aprovado em 2006 pela Comissão de Constituição e Justiça da Câmara dos Deputados e aguardava votação em plenário. No Senado Federal, também havia projeto semelhante pendente de deliberação. Caso fosse aprovado por ambas as casas, o Tribunal Regional Eleitoral do Piauí teria até três anos para organizar o plebiscito.
Contudo, os projetos foram posteriormente arquivados:
- O Projeto de Decreto Legislativo nº 439, de 1994, na Câmara dos Deputados, foi arquivado em 31 de janeiro de 2023, nos termos do artigo 105 do Regimento Interno da Câmara.[6]

- O Projeto de Decreto Legislativo nº 55, de 2007, no Senado Federal, foi arquivado em 26 de dezembro de 2014, ao final da 54ª Legislatura, conforme o artigo 332 do Regimento Interno e o Ato da Mesa nº 2, de 2014.[7]